# Río Gualeguay
El río Gualeguay es uno de los mayores ríos de la Mesopotamia argentina. Es un afluente del curso inferior del río Paraná que discurre por la provincia de Entre Ríos. Tiene una longitud de 857 km y su cuenca hidrográfica drena 21.536,6 km².
El Gualeguay nace en el norte de la provincia, entre las ciudades de Federación y San José de Feliciano, y con dirección general sudsudoeste, atravesando el centro de la provincia 350 a 375 km y recibiendo un gran número de arroyos tributarios. Pasa por Villaguay,Federal, Rosario del Tala y Gualeguay, y desemboca en los brazos del Paraná Pavón / Paraná Ibicuy del río Paraná en su delta.
La cuenca del Gualeguay cubre 21.536,6 km² (cerca de un tercio del área provincial), a través de una región deprimida entre los sistemas de Lomada de Montiel y al este de la Lomada Grande de Entre Ríos. Mediciones en 1964–68 dieron un caudal promedio de 210 m³/s.
Este río se caracteriza por las formaciones de extensos bancos de arenas blancas y por sus numerosas especies vegetales y animales silvestres. Esto lo convierte en un destino común entre los habitantes de la región para la realización de actividades deportivas como así también de veraneo.
Lo atraviesan las rutas nacionales 12, 18 y 34.
El decreto 4671/69 MEOySP de 1969 estableció restricciones pesqueras para el río Gualeguay, en donde se permitió la pesca mediante el uso de líneas de mano, cañas y espineles con no más de 20 anzuelos. El decreto N.º 3595 SPG del 30 de junio de 2006 autorizó la pesca artesanal en el sector del río Gualeguay entre Puerto Ruiz y su desembocadura en el río Paraná Pavón.

## El río en la cultura
El poema más largo del poeta Juan L. Ortiz, de 2639 versos, está dedicado al río Gualeguay.